# Gran Premi de França del 2018

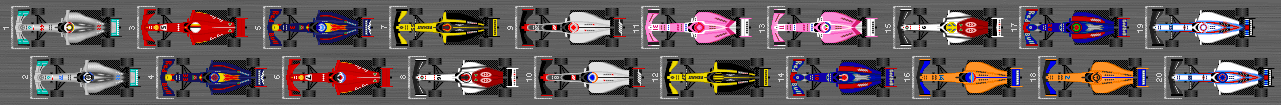
Qualificació del Gran Premi de França.

La cursa del Gran Premi de França de Fórmula 1 fou la vuitena cursa de la temporada 2018 i es va disputat al Circuit de Paul Ricard a Castellet del 22 al 24 de juny del 2018.

## Classificació per la graella de sortida
Resultats
| Pos.                     | Nº | Pilot             | Equip-motor               | Q1       | Q2       | Q3       | Posició de sortida |
| ------------------------ | -- | ----------------- | ------------------------- | -------- | -------- | -------- | ------------------ |
| 1                        | 44 | Lewis Hamilton    | Mercedes                  | 1:31.271 | 1:30.645 | 1:30.029 | 1                  |
| 2                        | 77 | Valtteri Bottas   | Mercedes                  | 1:31.776 | 1:31.227 | 1:30.147 | 2                  |
| 3                        | 5  | Sebastian Vettel  | Ferrari                   | 1:31.820 | 1:30.751 | 1:30.400 | 3                  |
| 4                        | 33 | Max Verstappen    | Red Bull Racing-TAG Heuer | 1:31.531 | 1:30.818 | 1:30.705 | 4                  |
| 5                        | 3  | Daniel Ricciardo  | Red Bull Racing-TAG Heuer | 1:31.910 | 1:31.538 | 1:30.895 | 5                  |
| 6                        | 7  | Kimi Räikkönen    | Ferrari                   | 1:31.567 | 1:30.772 | 1:31.057 | 6                  |
| 7                        | 55 | Carlos Sainz Jr.  | Renault                   | 1:32.394 | 1:32.016 | 1:32.126 | 7                  |
| 8                        | 16 | Charles Leclerc   | Sauber-Ferrari            | 1:32.538 | 1:32.055 | 1:32.635 | 8                  |
| 9                        | 20 | Kevin Magnussen   | Haas-Ferrari              | 1:32.169 | 1:31.510 | 1:32.930 | 9                  |
| 10                       | 8  | Romain Grosjean   | Haas-Ferrari              | 1:32.083 | 1:31.472 | no time  | 10                 |
| 11                       | 31 | Esteban Ocon      | Force India-Mercedes      | 1:32.786 | 1:32.075 |          | 11                 |
| 12                       | 27 | Nico Hülkenberg   | Renault                   | 1:32.949 | 1:32.115 |          | 12                 |
| 13                       | 11 | Sergio Pérez      | Force India-Mercedes      | 1:32.692 | 1:32.454 |          | 13                 |
| 14                       | 10 | Pierre Gasly      | Scuderia Toro Rosso-Honda | 1:32.447 | 1:32.460 |          | 14                 |
| 15                       | 9  | Marcus Ericsson   | Sauber-Ferrari            | 1:32.804 | 1:32.820 |          | 15                 |
| 16                       | 14 | Fernando Alonso   | McLaren-Renault           | 1:32.976 |          |          | 16                 |
| 17                       | 28 | Brendon Hartley   | Scuderia Toro Rosso-Honda | 1:33.025 |          |          | 201                |
| 18                       | 2  | Stoffel Vandoorne | McLaren-Renault           | 1:33.162 |          |          | 17                 |
| 19                       | 35 | Sergey Sirotkin   | Williams-Mercedes         | 1:33.636 |          |          | 18                 |
| 20                       | 18 | Lance Stroll      | Williams-Mercedes         | 1:33.729 |          |          | 19                 |
| Regla del 107%: 1:37.659 |    |                   |                           |          |          |          |                    |
| Font:                    |    |                   |                           |          |          |          |                    |

Notes
- ^1  – Brendon Hartley va rebre una penalització de 35 llocs a la graella de sortida per excedir la quota d'unitats de potència utilitzades.

## Carrera
Resultats
| Pos.  | Nº | Pilot             | Equip-motor               | Voltes | Temps/Retirat | Graella | Punts |
| ----- | -- | ----------------- | ------------------------- | ------ | ------------- | ------- | ----- |
| 1     | 44 | Lewis Hamilton    | Mercedes                  | 53     | 1:30:11.385   | 1       | 25    |
| 2     | 33 | Max Verstappen    | Red Bull Racing-TAG Heuer | 53     | +7.090        | 4       | 18    |
| 3     | 7  | Kimi Räikkönen    | Ferrari                   | 53     | +25.888       | 6       | 15    |
| 4     | 3  | Daniel Ricciardo  | Red Bull Racing-TAG Heuer | 53     | +34.736       | 5       | 12    |
| 5     | 5  | Sebastian Vettel  | Ferrari                   | 53     | +1:01.935     | 3       | 10    |
| 6     | 20 | Kevin Magnussen   | Haas-Ferrari              | 53     | +1:19.364     | 9       | 8     |
| 7     | 77 | Valtteri Bottas   | Mercedes                  | 53     | +1:20.632     | 2       | 6     |
| 8     | 55 | Carlos Sainz Jr.  | Renault                   | 53     | +1:27.184     | 7       | 4     |
| 9     | 27 | Nico Hülkenberg   | Renault                   | 53     | +1:31.989     | 12      | 2     |
| 10    | 16 | Charles Leclerc   | Sauber-Ferrari            | 53     | +1:33.873     | 8       | 1     |
| 11    | 8  | Romain Grosjean   | Haas-Ferrari              | 52     | +1 Volta      | 10      |       |
| 12    | 2  | Stoffel Vandoorne | McLaren-Renault           | 52     | +1 Volta      | 17      |       |
| 13    | 9  | Marcus Ericsson   | Sauber-Ferrari            | 52     | +1 Volta      | 15      |       |
| 14    | 28 | Brendon Hartley   | Scuderia Toro Rosso-Honda | 52     | +1 Volta      | 20      |       |
| 15    | 35 | Sergey Sirotkin   | Williams-Mercedes         | 52     | +1 Volta1     | 18      |       |
| 162   | 14 | Fernando Alonso   | McLaren-Renault           | 50     | Suspensions   | 16      |       |
| 172   | 18 | Lance Stroll      | Williams-Mercedes         | 48     | Punxada       | 19      |       |
| Ret   | 11 | Sergio Pérez      | Force India-Mercedes      | 27     | Motor         | 13      |       |
| Ret   | 31 | Esteban Ocon      | Force India-Mercedes      | 0      | Col·lisió     | 11      |       |
| Ret   | 10 | Pierre Gasly      | Scuderia Toro Rosso-Honda | 0      | Col·lisió     | 14      |       |
| Font: |    |                   |                           |        |               |         |       |

Notes
- ^1  – Sergey Sirotkin va rebre 5 segons de penalització a afegir el seu temps de cursa per conduir lentament de forma innecessària sota règim de safety car.
- ^2  – Fernando Alonso i Lance Stroll es van retirar de la cursa, però van classificar-se per haver disputat el 90 % de la distància de la carrera.